# Angelika Platen
Angelika Platen (née le 19 février 1942 à Heidelberg) est une photographe allemande connue internationalement pour ses portraits d'artistes.

## Vie et œuvre

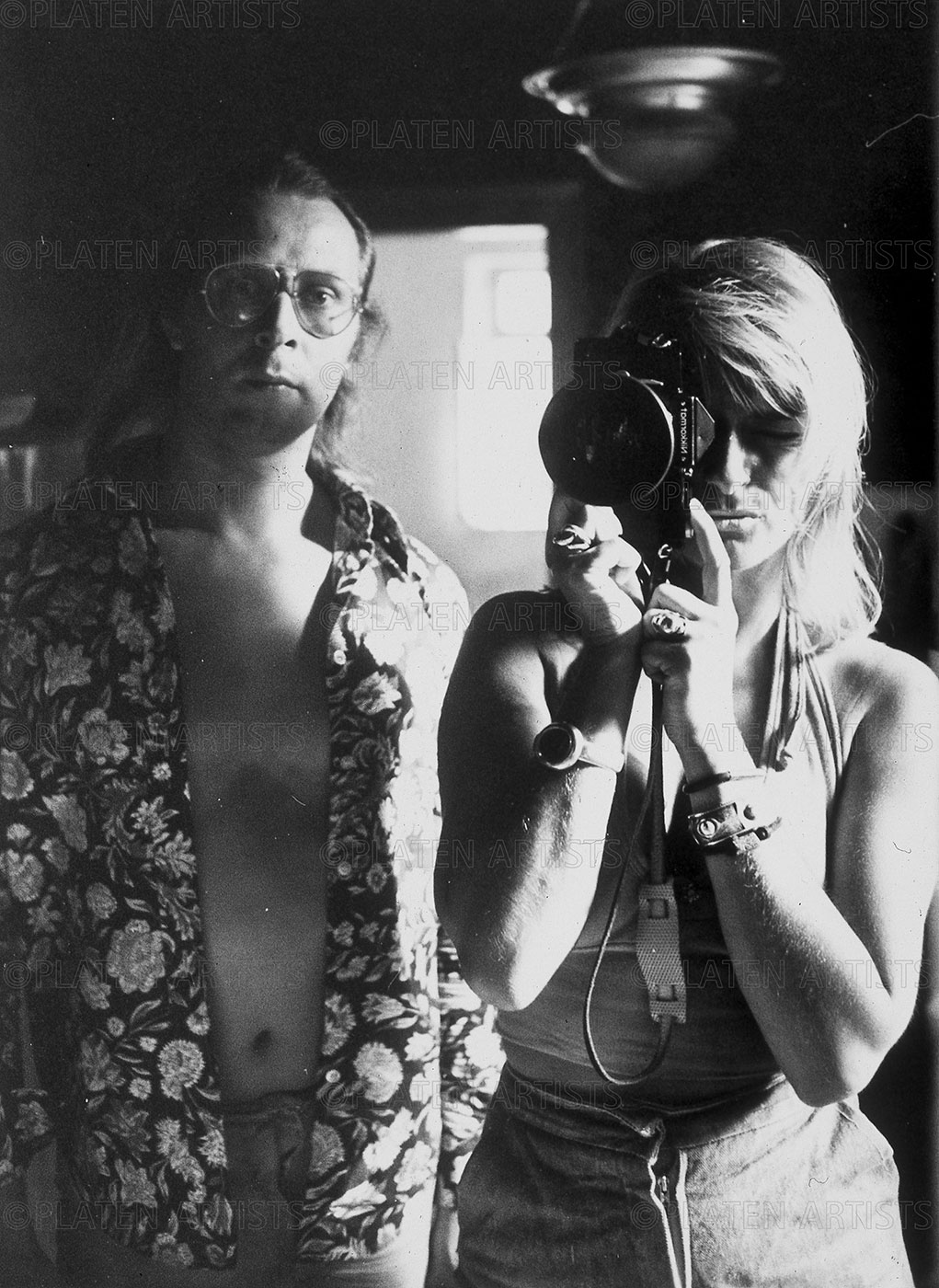
© Angelika Platen, Sigmar Polke et Angelika Platen, Zwei im Spiegel, Willich 1972

Angelika Platen a étudié l'histoire de l'art, les langues et littératures romanes et orientales à la Freie Universität de Berlin, puis la photographie à la Hochschule für Bildende Künste de Hambourg. En 1968, elle a commencé à travailler comme photographe et photojournaliste. Sous le titre Künstler sind auch nur Menschen (les artistes ne sont que des êtres humains), elle a exposé pour la première fois ses photos en 1969 à la galerie d'artistes Die Insel. De 1970 à 1972, elle a travaillé comme journaliste pour la section économique "Kunst als Ware" de l'hebdomadaire Die Zeit. Elle a été mariée en premières noces à l'essayiste, reporter écrivain Karl Günter Simon, avec qui elle a eu deux filles.
De 1972 à 1975, elle a dirigé la galerie Gunter Sachs dans la Milchstraße à Hambourg. Durant cette période (Phase I), elle a réalisé des centaines de portraits photographiques de jeunes artistes qui commençaient alors leur carrière et dont certains sont aujourd'hui mondialement connus. Ses travaux montrent les peintres, sculpteurs, artistes conceptuels et artistes d'objets dans leur contexte artistique respectif: ils ont été photographiés par elle dans une ambiance caractéristique ou dans des lieux inhabituels. À la fin des années 1970, la photographe s'est installée à Paris, où elle a travaillé comme directrice des relations publiques dans une société d'informatique. Elle s'est remariée et a eu sa troisième fille. En 1997, elle a repris ses études de photographie. La Phase II de son activité photographique commence, sans aucune rupture de style. Son compagnon, le journaliste culturel et publiciste Günter Engelhard, éditeur de ses livres et auteur de nombreux textes sur elle, a imaginé des titres poétiques pour ses photographies. Angelika Platen a photographié un nombre impressionnant d'artistes contemporains, dont Georg Baselitz, Joseph Beuys, Christo, Hanne Darboven, Walter de Maria, Dan Graham, Blinky Palermo, Sigmar Polke, Gerhard Richter, James Rosenquist, Günther Uecker et Andy Warhol. Durant la phase II, elle a photographié entre autres Marina Abramović, John Armleder, Christian Boltanski, Jeff Koons, Neo Rauch, Julian Rosefeldt et Thomas Struth. Elle a ensuite photographié une deuxième fois certains des anciens nouveaux venus dont elle avait fait le portrait dans les années 1960/70. Ces portraits jettent un regard intéressant sur les artistes établis qui ont entre-temps pris de l'âge. À l'occasion de l'exposition 1998 Angelika Platen - Fotoarbeiten, le Museum für Moderne Kunst de Francfort-sur-le-Main a acquis une collection de photographies réalisées entre 1968 et 1974. D'autres expositions dans des institutions connues ont suivi, notamment au Martin-Gropius-Bau, à la Haus am Lützowplatz, à la Willy-Brand-Hausd et à l'Institut-Français de Berlin. Elle a présenté ses portraits dans les Goethe-Instituts de Washington et de Paris. À la Städtische Galerie Delmenhorst, ses portraits dialoguent avec des documents du collectionneur Egidio Marzona. Les photographies conceptuelles des années 1960 et 1970 ont été exposées dans le parc automobile du collectionneur Axel Haubrok.

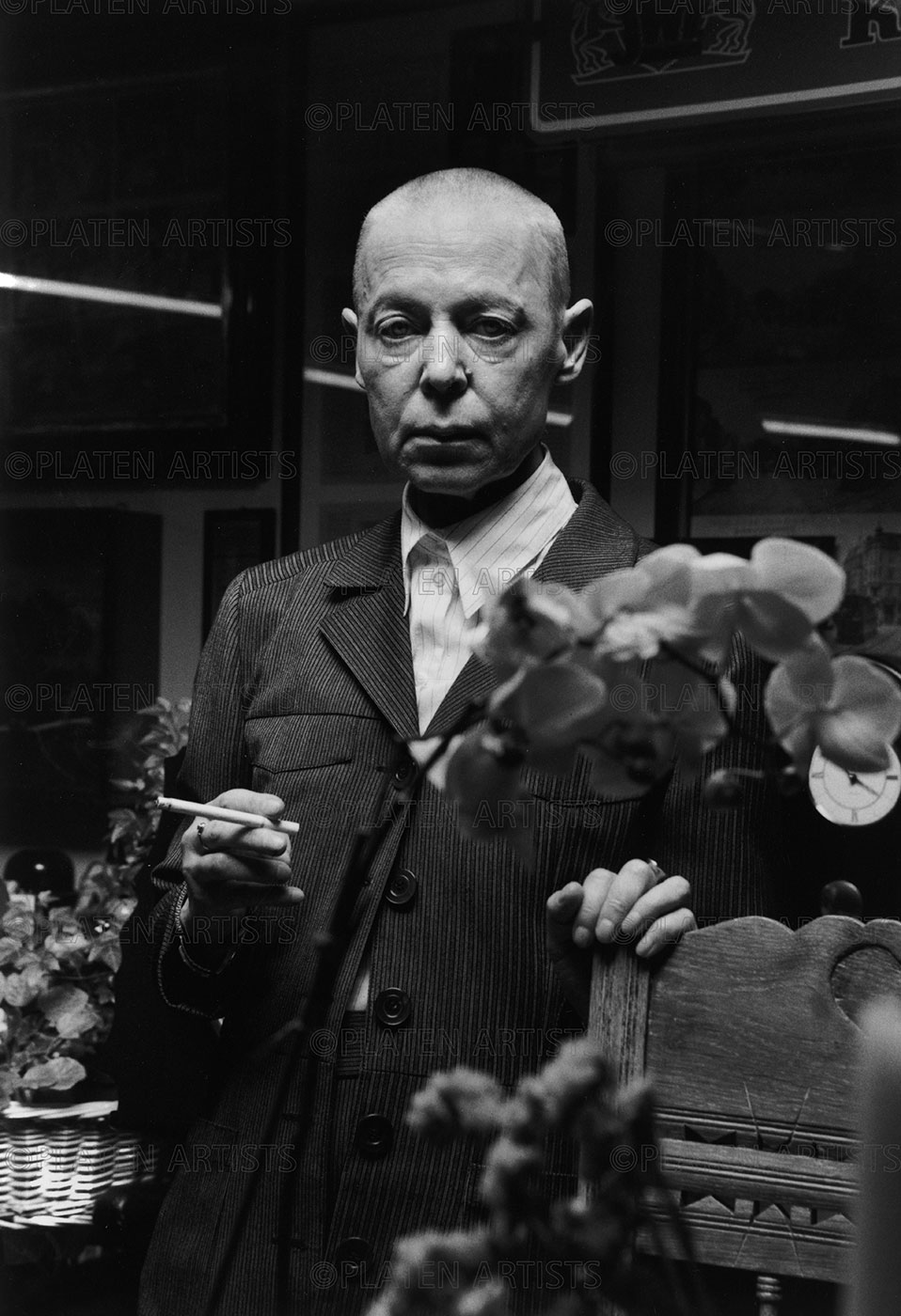
© Angelika Platen, Hanne Darboven, Verblühende Zeit, Hamburg 2002

Parallèlement à son activité de photographe, Angelika Platen collectionnait les portraits d'artistes réalisés par d'autres photographes. Sa collection commence "à la charnière du 19e et du 20e siècle" avec des photographies de Berenice Abbot (Eugène Atget), Man Ray (Pablo Picasso) et s'étend jusqu'aux portraits d'Andy Warhol réalisés par Robert Mapplethorp et Duane Michal. En 2018, lors de l'exposition Künstler Komplex au Museum für Fotografie (Berlin), elle a présenté pour la première fois au public, 180 photographies de sa collection de plus de 700 portraits d'artistes, notamment de Robert Capa, Henri Cartier-Bresson, Doisneau et Germaine Krull.
La photo, intitulée Verblühende Zeit, montre l'artiste de soixante ans fumant à côté d'orchidées en fleurs. Angelika Platen est "une remarquable portraitiste d'artistes", écrivait Andreas Kilb dans la FAZ en 2018: La photo de Hanne Darboven prise en 2002 fait partie "des chefs-d'œuvre du genre, car elle transforme la contemplation de la célébrité en contemplation de l'homme". "Cette photo est grande parce qu'elle poursuit une ligne de tradition qui traverse l'histoire de l'art occidental depuis la Renaissance, tout en la transformant" Ludger Derenthal et Joachim Brand écrivent à propos d’Angelika Platen: "En tant que portraitiste d'artistes, elle a marqué depuis de nombreuses années l'image des artistes perçue par le public, sa collection de portraits doit être considérée comme une auto-assurance des bases de son propre travail".

© Angelika Platen, Miriam Vlaming, Beflügelte Malerin, Berlin 2017

L'œuvre d’Angelika Platen est bien documentée dans différents livres et a été présentée lors de nombreuses expositions.

## Expositions individuelles dans des musées et institutions
- 1998 : Museum für Moderne Kunst, Francfort-sur-le-Main, travaux photographiques
- 2001 : Martin-Gropius-Bau, Berlin, Platen Artists; Museum für Kunst und Gewerbe, Hambourg, photographies d'artistes
- 2002 : Hallescher Kunstverein, Halle
- 2002 : Goethe-Institut, Paris
- 2003 : Fries Museum, Leeuwarden, Platen Artists
- 2003 : Goethe-Institut, Washington D.C.
- 2004 : Galleria d'Arte Moderna, Bologne
- 2005 : Haus am Lützowplatz, Berlin, Platen Artists[8].
- 2007 : Galerie de la capitale, Prague
- 2008 : Staatliche Museen zu Berlin, Kunstbibliothek (en collaboration avec Hans Namuth, Lothar Wolleh et Andrea Stappert), Unsterblich! La photo de l'artiste
- 2011 : Umweltakzente, Monschau, photographe des artistes Angelika Platen
- 2013 : Muzeul Național de Artă Contemporană, Bucarest, Please, no photos
- 2015 : Städtische Galerie Delmenhorst, Delmenhorst, Lecture de traces
- 2017 : Willy-Brandt-Haus Berlin, Künstlern auf der Spur. Portraits 1968-2008; Galerie Michael Schultz, Berlin, dialog.digital.analog.
- 2018 : Institut français, Berlin, FEMMES ARTISTES.
- 2022 : Fahrbereitschaft, Berlin, Angelika Platen: Séquences. Photographie conceptuelle

## Expositions individuelles dans des galeries
- 1998 : Galerie Renate Schröder, Cologne Platen Artists
- 1999 : Galerie Artiscope, Bruxelles
- 2005 : Galerie Hohenthal et Bergen, Berlin, Sigmar Polke - Mitten in der Luft
- 2006 : Galerie Jean Brolly, Paris, no photos please
- 2006 : Galerie Bernd Slutzky Polke, Richter, Palermo, travaux photographiques 1971-1972
- 2007 : Galerie Haas AG, Zurich, Platen Artists
- 2017 : Galerie Michael Schultz, Berlin, dialog.digital.analog
- 2018 : Galerie Michael Schultz, Berlin, Indescriptiblement féminin
- 2019 : Galerie VON&VON, Nuremberg, Meet your Artist. Portraits d'artistes
- 2022 : Galerie Michael Haas, Berlin, Zwiegespräche
- 2022 : Galerie VON&VON, Nuremberg, Mes femmes

## Œuvres dans des collections publiques
Berlinische Galerie; DZ Bank Kunstsammlung, Francfort; Fries Museum, Leeuwarden, Pays-Bas; Kunsthalle Hamburg; Hessisches Landesmuseum; Museum für Kunst und Gewerbe, Hambourg; mumok - Museum moderner Kunst, Stiftung Ludwig Wien; Museum für Moderne Kunst, Francfort-sur-le-Main; Museum Kunstpalast, AFORK, Düsseldorf; Museum Schloss Moyland, Kleve; collection Erika Hoffmann, Berlin; collection Fotografie Kunstbibliothek, Staatliche Museen, Berlin; collection Lothar Schirmer, Munich; Stiftung Kunstsammlung Nordrhein-Westfalen, Düsseldorf.

## Littérature (sélection)
- Angelika Platen, Platen artists. Photography, avec des textes de Klaus Honnef, Günter Engelhard, Axel Hecht et autres, Edition Stemmle : Kilchberg 1998,  (ISBN 3-908161-55-X).
- Angelika Platen, Sigmar Polke - Mitten in der Luft, avec un texte de Günter Engelhard, Klein, Bad Münstereifel 2003.
- Immortel! La photo de l'artiste, Staatliche Museen zu Berlin, Berlin 2008,  (ISBN 978-3-88609-656-5).
- Günter Engelhard (éd.), Angelika Platen Künstler|Artists, avec des textes de Christina Weiss, Thomas Hettche et Heinz Peter Schwerfel, Hatje Cantz: Ostfildern 2010,  (ISBN 978-3-7757-2653-5).
- Marek Keller, Photos-portraits d'Angelika Platen: Abtauchen, Auftauchen, Klick, Spiegel Online, 14 septembre 2010.
- Christiane Meixner, Visite-moi donc au studio, Der Tagesspiegel, 21 novembre 2010.
- Spurlese - Portraits d'artistes photographiés par Angelika Platen. Documents des archives Marzona, Städtische Galerie Delmenhorst, Delmenhorst 2015,  (ISBN 978-3-944683-13-3).
- Jürgen Schilling (texte), dialog.digital.analog, catalogue d'exposition, Galerie Michael Schulz, Berlin 2017,  (ISBN 978-3-946879-00-8).
- Complexe d'artistes. Portraits photographiques de Baselitz à Warhol. Collection Platen, catalogue d'exposition, pour la Kunstbibliothek Staatliche Museen zu Berlin éd. par Ludger Derenthal et Jadwiga Kamola, Kehrer Verlag: Heidelberg, Berlin 2018.
- Andreas Kilb, Regarder l'oubli à l'œuvre. Regards et contre-regards sur les génies et leurs pensées: le Musée de la photographie de Berlin présente des portraits de grands artistes issus de la collection d'Angelika Platens, dans: FAZ, 2 juillet 2018, en ligne
- Elke Buhr, Portfolio. Angelika Platen. Künstlerinnen, dans: Monopol (magazine), octobre 2018, dernière consultation le 18 mai 2022.
- Elke Buhr, Portraits d'Angelika Platen. Veränderter Fokus, dans: Monopol, 10 mai 2021, consulté en dernier lieu le 18 mai 2022.
- Angelika Platen. Meine Frauen, avec des textes de Swantje Karich et une interview de Julia Voss, Hatje Cantz : Berlin 2021,  (ISBN 978-3-7757-4881-0).
- Freddy Langer, photographe Angelika Platen. L'art de la séduction, dans: FAZ, 19 février 2022, en ligne.
- Portfolio Angelika Platen. Mes femmes, dans: brennpunkt 3/2022, p. 56-71.

## Commons
- Angelika Platen - Collection d'images, de vidéos et de fichiers audio
- Site web de l'artiste www.angelikaplaten.com
- Littérature de et sur Angelika Platen dans le catalogue de la Bibliothèque nationale d'Allemagne
- Angelika Platen chez Ketterer Kunst
- Pour toutes les expositions d'Angelika Platen, voir: www.photography-now.com/artist/angelika-platen
- Interview sur YouTube, Photo Chat #9 avec Angelika Platen, voir: https://www.youtube.com/watch?v=i4O9QJIyhzI